# مدار ۱۲ درجه جنوبی
مدار ۱۲ درجه جنوبی، دایره‌ای از عرض جغرافیایی است که در ۱۲ درجهٔ جنوبی خط استوا  قرار دارد.

## گذر از مناطق
از نصف‌النهار مبدأ شروع می‌شود و به سمت مشرق ۱۲ درجه جنوبی از موارد زیر گذر می‌کند:
| مختصات‌ها                                             | کشور، قلمرو یا دریا   | توضیحات |
| ---------------------------------------------------- | --------------------- | --- |
| ۱۲°۰′ جنوبی ۰°۰′ شرقی / ۱۲٫۰۰۰°جنوبی ۰٫۰۰۰°شرقی      | اقیانوس اطلس          | |
| ۱۲°۰′ جنوبی ۱۳°۴۳′ شرقی / ۱۲٫۰۰۰°جنوبی ۱۳٫۷۱۷°شرقی   | آنگولا                | |
| ۱۲°۰′ جنوبی ۲۳°۵۹′ شرقی / ۱۲٫۰۰۰°جنوبی ۲۳٫۹۸۳°شرقی   | زامبیا                | |
| ۱۲°۰′ جنوبی ۲۶°۴۲′ شرقی / ۱۲٫۰۰۰°جنوبی ۲۶٫۷۰۰°شرقی   | جمهوری دموکراتیک کنگو | For about 3km |
| ۱۲°۰′ جنوبی ۲۶°۴۳′ شرقی / ۱۲٫۰۰۰°جنوبی ۲۶٫۷۱۷°شرقی   | زامبیا                | |
| ۱۲°۰′ جنوبی ۲۷°۲۸′ شرقی / ۱۲٫۰۰۰°جنوبی ۲۷٫۴۶۷°شرقی   | جمهوری دموکراتیک کنگو | |
| ۱۲°۰′ جنوبی ۲۸°۴۵′ شرقی / ۱۲٫۰۰۰°جنوبی ۲۸٫۷۵۰°شرقی   | زامبیا                | |
| ۱۲°۰′ جنوبی ۳۳°۱۸′ شرقی / ۱۲٫۰۰۰°جنوبی ۳۳٫۳۰۰°شرقی   | مالاوی                | |
| ۱۲°۰′ جنوبی ۳۴°۴′ شرقی / ۱۲٫۰۰۰°جنوبی ۳۴٫۰۶۷°شرقی    | دریاچه مالاوی         | Passing just north of Chizumulu Island and Likoma Island, مالاوی |
| ۱۲°۰′ جنوبی ۳۴°۵۳′ شرقی / ۱۲٫۰۰۰°جنوبی ۳۴٫۸۸۳°شرقی   | موزامبیک              | |
| ۱۲°۰′ جنوبی ۴۰°۳۲′ شرقی / ۱۲٫۰۰۰°جنوبی ۴۰٫۵۳۳°شرقی   | اقیانوس هند           | کانال موزامبیک · - Passing just south of گرند کومور island, کومور · - Passing just north of آنژوان island, کومور                                                          |
| ۱۲°۰′ جنوبی ۴۹°۱۲′ شرقی / ۱۲٫۰۰۰°جنوبی ۴۹٫۲۰۰°شرقی   | ماداگاسکار            | |
| ۱۲°۰′ جنوبی ۴۹°۱۸′ شرقی / ۱۲٫۰۰۰°جنوبی ۴۹٫۳۰۰°شرقی   | اقیانوس هند           | Passing between North Keeling Island and Horsburgh Island, جزایر کوکوس · Passing just north of the جزیره‌های آشمور و کارتیر and جزیره‌های آشمور و کارتیر, استرالیا          |
| ۱۲°۰′ جنوبی ۱۲۴°۲۲′ شرقی / ۱۲٫۰۰۰°جنوبی ۱۲۴٫۳۶۷°شرقی | دریای تیمور           | Passing south of Bathurst Island, استرالیا · Passing through the Clarence Strait · - between Melville Island and the mainland, استرالیا · Passing through Van Diemen Gulf |
| ۱۲°۰′ جنوبی ۱۳۲°۳۷′ شرقی / ۱۲٫۰۰۰°جنوبی ۱۳۲٫۶۱۷°شرقی | استرالیا              | آرنهم‌لند, قلمرو شمالی (استرالیا) |
| ۱۲°۰′ جنوبی ۱۳۴°۱۷′ شرقی / ۱۲٫۰۰۰°جنوبی ۱۳۴٫۲۸۳°شرقی | دریای آرافورا         | Bocaut Bay |
| ۱۲°۰′ جنوبی ۱۳۴°۴۰′ شرقی / ۱۲٫۰۰۰°جنوبی ۱۳۴٫۶۶۷°شرقی | استرالیا              | آرنهم‌لند, قلمرو شمالی (استرالیا) |
| ۱۲°۰′ جنوبی ۱۳۴°۴۵′ شرقی / ۱۲٫۰۰۰°جنوبی ۱۳۴٫۷۵۰°شرقی | دریای آرافورا         | Castlereagh Bay - passing just south of Mooroongga Island, استرالیا |
| ۱۲°۰′ جنوبی ۱۳۵°۳۴′ شرقی / ۱۲٫۰۰۰°جنوبی ۱۳۵٫۵۶۷°شرقی | استرالیا              | Elcho Island and آرنهم‌لند (mainland), قلمرو شمالی (استرالیا) |
| ۱۲°۰′ جنوبی ۱۳۵°۴۹′ شرقی / ۱۲٫۰۰۰°جنوبی ۱۳۵٫۸۱۷°شرقی | دریای آرافورا         | |
| ۱۲°۰′ جنوبی ۱۳۶°۱۶′ شرقی / ۱۲٫۰۰۰°جنوبی ۱۳۶٫۲۶۷°شرقی | استرالیا              | Inglis Island and آرنهم‌لند (mainland), قلمرو شمالی (استرالیا) |
| ۱۲°۰′ جنوبی ۱۳۶°۳۱′ شرقی / ۱۲٫۰۰۰°جنوبی ۱۳۶٫۵۱۷°شرقی | خلیج کارپنتاریا       | |
| ۱۲°۰′ جنوبی ۱۴۱°۵۰′ شرقی / ۱۲٫۰۰۰°جنوبی ۱۴۱٫۸۳۳°شرقی | استرالیا              | شبه‌جزیره کیپ یورک, کوئینزلند |
| ۱۲°۰′ جنوبی ۱۴۳°۱۱′ شرقی / ۱۲٫۰۰۰°جنوبی ۱۴۳٫۱۸۳°شرقی | دریای کورال           | Passing just south of Vanatinai island, پاپوآ گینه نو · Passing just south of جزیره رنل, جزایر سلیمان · Passing just south of Vanikoro island, جزایر سلیمان               |
| ۱۲°۰′ جنوبی ۱۶۷°۳۷′ شرقی / ۱۲٫۰۰۰°جنوبی ۱۶۷٫۶۱۷°شرقی | اقیانوس آرام          | Passing just north of Tikopia island, جزایر سلیمان |
| ۱۲°۰′ جنوبی ۷۷°۸′ غربی / ۱۲٫۰۰۰°جنوبی ۷۷٫۱۳۳°غربی    | پرو                   | Passing just north of لیما |
| ۱۲°۰′ جنوبی ۶۸°۵۵′ غربی / ۱۲٫۰۰۰°جنوبی ۶۸٫۹۱۷°غربی   | بولیوی                | |
| ۱۲°۰′ جنوبی ۶۵°۰′ غربی / ۱۲٫۰۰۰°جنوبی ۶۵٫۰۰۰°غربی    | برزیل                 | روندونیا ماتو گروسو توکانتینس باهیا |
| ۱۲°۰′ جنوبی ۳۷°۳۷′ غربی / ۱۲٫۰۰۰°جنوبی ۳۷٫۶۱۷°غربی   | اقیانوس اطلس          | |